# Volo Air Indiana 216
L'incidente del volo Air Indiana 216 si verificò il 13 dicembre 1977, alle 19:22 CST, quando un Douglas DC-3, codice di registrazione N51071 e pilotato dal comandante Ty Van Pham (42) e dal primo ufficiale Gaston Ruiz (35), che trasportava la squadra di basket dell'Università di Evansville, si schiantò al decollo all'aeroporto regionale di Evansville, nell'Indiana. L'aereo perse il controllo e si schiantò poco dopo essersi alzato in volo. Il DC-3 era diretto all'aeroporto internazionale di Nashville, portando la squadra a giocare contro i Middle Tennessee Blue Raiders a Murfreesboro.
Il National Transportation Safety Board attribuì l'incidente alla mancata rimozione da parte del pilota dei blocchi anti-raffiche sull'alettone destro e sul timone prima del decollo, nonché a un peso eccessivo. Il rapporto dell'NTSB affermava che l'aereo avrebbe potuto rimanere in volo se fosse esistito solo uno dei problemi. Così com'era, invece, il bagaglio extra spostò il centro di gravità dell'aereo verso l'estremità posteriore, e il timone e gli alettoni bloccati resero impossibile il controllo dell'aereo sovraccarico.
L'unico membro dei Purple Aces che non morì nell'incidente fu il 18enne David Furr; non era salito a bordo a causa di un infortunio alla caviglia, salvandosi per un soffio. Ma appena due settimane dopo l'incidente, Furr e suo fratello minore Byron rimasero uccisi in un incidente d'auto vicino a Newton, Illinois, completando lo sterminio dell'intera squadra di Evansville del 1977.
Presso l'Università di Evansville si costruì un memoriale noto come "Weeping Basketball". Sopra a lastre di pietra sono incisi i nomi dei giocatori uccisi, compreso Furr. (L'ultimo nome sul monumento è quello di Charles Goad della Goad Equipment Company, invitato sul volo dal suo amico Bob Hudson.) Inoltre è inciso un estratto dall'elogio pronunciato dal preside Wallace Graves a un servizio funebre: "Fuori dell'agonia di quest'ora ci rialzeremo".